# Your Bad Self
Your Bad Self è una serie televisiva di genere sketch comedy trasmessa in Irlanda nel 2010.

## Trama
I sei episodi raccolgono numerosi sketch comici diversi tra loro, ma accomunati da una comicità surreale, apolitica e che stuzzica il "lato oscuro" delle persone, come richiamato dal titolo stesso.

## Produzione
Si tratta di una popolare serie comica trasmessa dal canale RTÉ Two, dove ogni episodio raccoglie un insieme di vari sketch scritti e interpretati da vari volti noti della televisione irlandese (Michael McElhatton, Peter McDonald, Amy Huberman, Jason O'Mara, Domhnall Gleeson e molti altri).
Il 26 dicembre 2008 venne trasmesso su RTÉ Two l'episodio pilota, che riscosse un buon successo e portò così alla realizzazione della serie, che debuttò sullo stesso canale l'11 gennaio 2010.

## Riconoscimenti
La serie è stata premiata agli IFTA 2011 con il premio Best Entertainment Programme.